# Busbahnhof Arusha

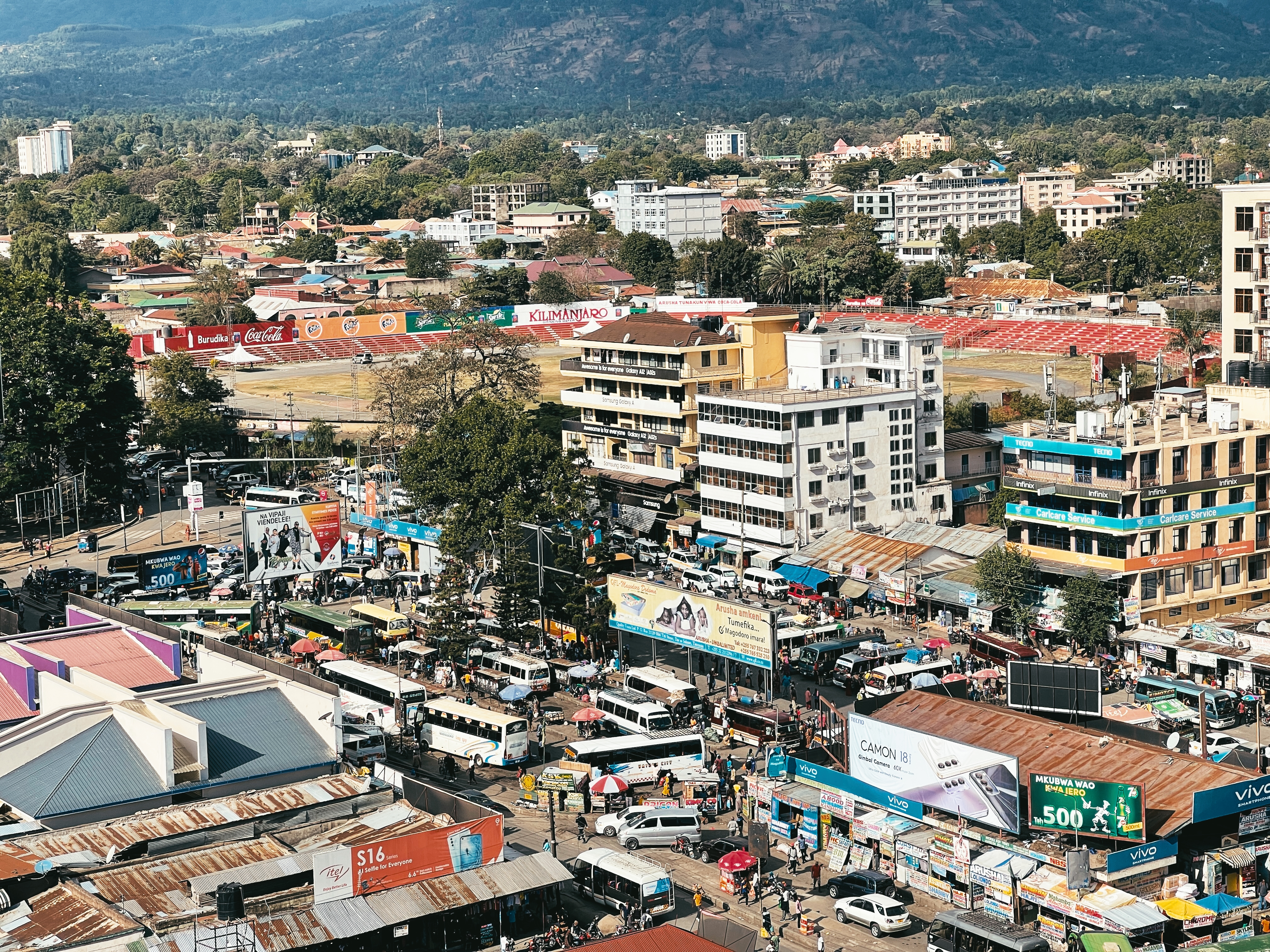
Luftaufnahme des Fernbusterminals

Der Busbahnhof Arusha, Kiswahili: Kituo kikuu cha mabasi la masafa marefu ist der zentrale Fernbusterminal im Zentrum der Großstadt Arusha im Norden Tansanias.

## Hintergrund
Das Fernbusterminal ist derzeit, Stand 2024, die wichtigste Station des ÖPFV in Arusha und der Region Arusha. Am außerhalb der Stadt gelegenen Flughafen Kilimanjaro verkehren überwiegend regionale Flüge, am Hauptbahnhof von Arusha besteht derzeit keine planmäßige Verbindung nach Daressalam. Wegen des Mangels an Privat-KFZ in Tansania kommt dem Busterminal hohe Bedeutung zu. Für das Jahr 2025 ist der Bau eines neuen Fernbusterminals in Arusha geplant. Die weitere Nutzung des heutigen Busterminals ist bislang ungeklärt. Arusha weist derzeit eine Zahl von über 600.000 Einwohnern auf engem Raum auf.

## Lage
Das Terminal befindet sich in der Innenstadt nahe den Hauptstraßen Livingstone Street und Kundi Street.

## Ausstattung
Das täglich 24 Stunden geöffnete Terminal verfügt über Kundenbüros der Fernbusunternehmen, Service- und Sicherheitspersonal, Gepäckaufbewahrung, digitale Fahrgastinformationssysteme, Schnellrestaurants und Cafés sowie Geschäfte des Einzelhandels.

## Ziele
Stark frequentierte und per Direktverbindung erreichbare Ziele sind unter anderem Moshi, Kampala, Nairobi, Mombasa und Daressalam.

## Verkehrsanbindung
Das Terminal ist an das städtische Daladala-Netz angeschlossen, der Flughafen Kilimanjaro ist ca. 50 km entfernt, am Hauptbahnhof von Arusha findet derzeit, Stand 2024, kein Personenverkehr statt. Am Haupteingang befindet sich ein Taxistand (Bodaboda und Bajaji), Arusha besitzt keinen Fährhafen des Fernverkehrs.